# Malinda Damgaard
Malinda Natalia Damgaard, född 1 mars 1981 i Västra Frölunda församling, är en svensk modist. 
Hon är utbildad vid Tillskärarakademin i Göteborg. Hon beskriver sin design som väldigt teknisk och stilren.
Damgaard har arbetat hos Philip Treacy i London i 4,5 år men är nu verksam i Stockholm. Hon har samarbetat med Lars Wallin och hennes arbeten har bland annat använts av kronprinsessan Victoria och prinsessan Madeleine vid prinsessan Estelles dop.
Hon har haft en utställning i Stockholm med temat Sugar rush och i början av maj 2013 hade hon en utställning i Sankt Petersburg under temat "The Art of Sweden".
Den svenska utgåvan av modetidningen Elle utsåg henne 2013 till Årets accessoardesigner, en utmärkelse Damgaard själv säger att hon drömt om att vinna., och samma år var hon sommarvärd i Sommar i P1 och pratade kring temat "mitt liv som hatt".